# 티아이즈
티아이즈는 3남매로 구성된 대한민국의 음악 그룹이다. 2016년 디지털 싱글 앨범 [Say Hello]로 데뷔했다.

## 음반
- Say Hello (2016)